# Brevipalpus tepicensis
Brevipalpus tepicensis är en spindeldjursart som beskrevs av Baker och James P. Tuttle 1987. Brevipalpus tepicensis ingår i släktet Brevipalpus och familjen Tenuipalpidae. Inga underarter finns listade.